# Mordellistena suturella
Mordellistena suturella är en skalbaggsart som beskrevs av Helmuth 1864. Mordellistena suturella ingår i släktet Mordellistena och familjen tornbaggar. Inga underarter finns listade i Catalogue of Life.